# 彰化銀行

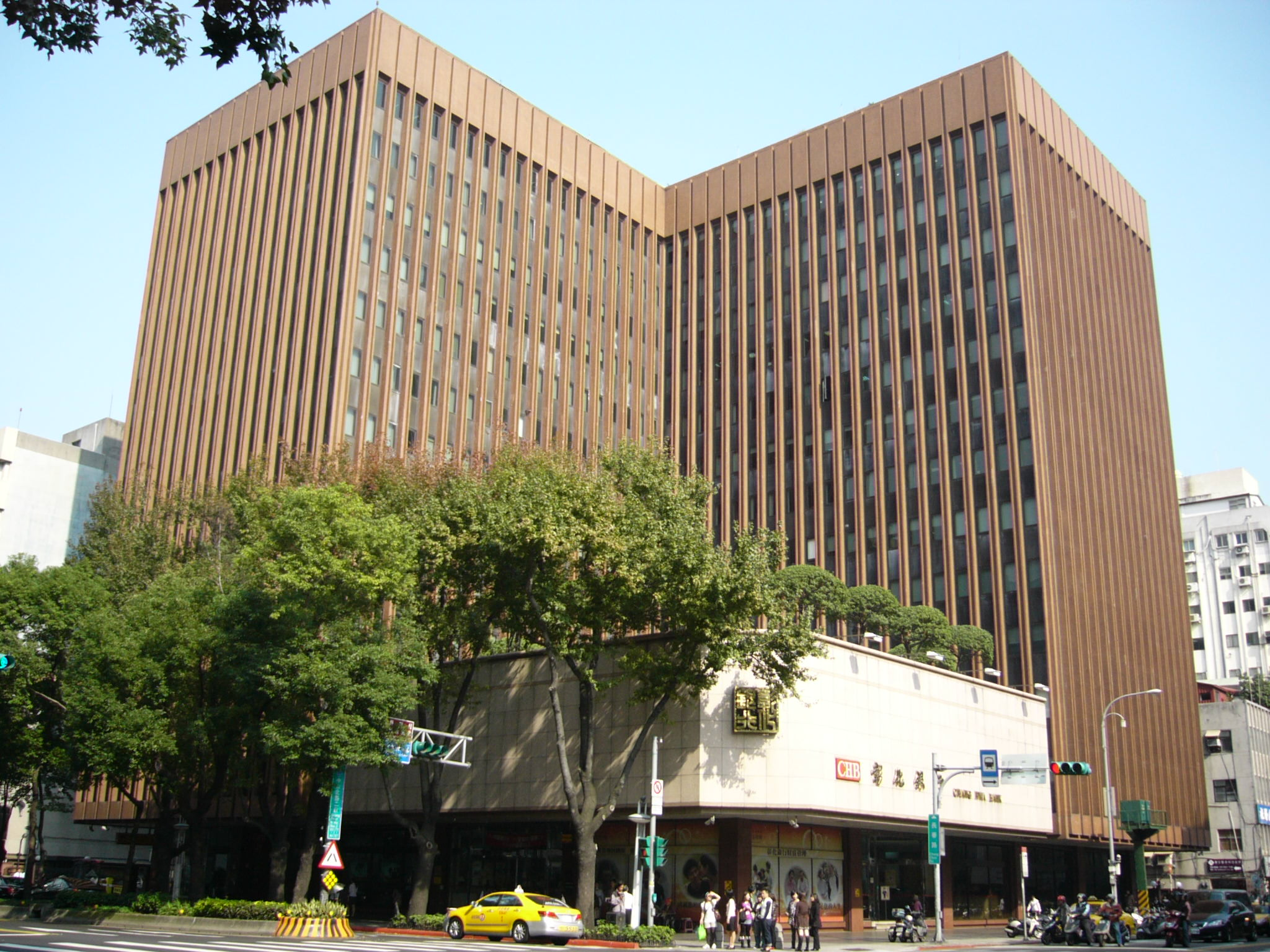
彰化銀行総行（台北）

彰化銀行（しょうかぎんこう、略称:CHB）は台湾・台中市中区に本社を持つ、台湾を代表する大手商業銀行の一つである。かつては第一銀行 (台湾)・華南銀行とともに「省属三商銀（台湾省政府所属の三商銀）」と呼ばれた。
前身は日本統治時代の1905年に彰化庁で設立された「株式會社彰化銀行」であり、 1910年に台中支庁に本店を移転した。戦後、中国国民党が台湾を接収、同時に中華民国政府は日本籍株主の株式を接収した。1947年に「彰化商業銀行」として、正式に発足した。
台湾の大手銀行が台北市に本社を置く中、唯一地方都市の台中市に本社を置く大手銀行である（ただし実態は台北市にある總部分行を代表として、台北市・新北市を中心に支店網を展開している）。
日本では東京都千代田区丸の内に東京支店を設置しており、「彰化商業銀行」の名で銀行免許を得ている。